# الین، شهرستان کیلدار
الین، شهرستان کیلدر (به انگلیسی: Allen, County Kildare) یک منطقهٔ مسکونی در ایرلند است که در شهرستان کیلدر واقع شده‌است.